# Bomolocha decorata
Bomolocha decorata là một loài bướm đêm trong họ Noctuidae.